# Mến Nguyễn
Mến Nguyễn (Phan Thiết, 30 dicembre 1954) è un giocatore di poker vietnamita naturalizzato statunitense.
È tra i più vincenti nella storia delle World Series of Poker, avendo conquistato 7 braccialetti delle WSOP e 70 piazzamenti a premi. È in ottava posizione per numero di braccialetti vinti, ed è in seconda per numero di piazzamenti a premi, alle spalle del solo Phil Hellmuth.

## Braccialetti
| Anno | Torneo                                 | Premio (US$) |
| ---- | -------------------------------------- | ------------ |
| 1992 | $1.500 Seven Card Stud                 | $120.600     |
| 1995 | $2.500 Seven Card Stud hi-lo           | $96.000      |
| 1995 | $2.500 Limit Texas hold'em             | $110.000     |
| 1996 | $2.500 Omaha hi-lo                     | $110.000     |
| 2003 | $5.000 Seven Card Stud                 | $178.560     |
| 2003 | $1.500 Ace to Five Triple Draw Lowball | $43.520      |
| 2010 | $10.000 Seven Card Stud                | $394.807     |